# Pseudanthura recifensis
Pseudanthura recifensis là một loài chân đều trong họ Paranthuridae. Loài này được Kensley miêu tả khoa học năm 1982.